# A History of New York
A History of New York, subtitulada From the Beginning of the World to the End of the Dutch Dynasty, es una parodia literaria de 1809 sobre la historia temprana de Nueva York escrita por Washington Irving. Publicado originalmente bajo el seudónimo de Diedrich Knickerbocker, las ediciones posteriores que reconocían la autoría de Irving se imprimieron como Knickerbocker's History of New York.
El libro es importante como primer medio que describe lo que se convirtieron en las tradiciones navideñas modernas en los Estados Unidos.

## Trasfondo
Irving había publicado previamente su recopilación de bocetos Letters of Jonathan Oldstyle, Gent. (1802) y encabezó un periódico de corta duración llamado Salmagundi (1807-1808). Completó su satírica A History of New York en 1809 después de la muerte de su prometida Matilda Hoffman, de 17 años. Fue su primer libro importante y una sátira sobre la historia local y la política contemporánea. Antes de su publicación, Irving inició un engaño al colocar una serie de anuncios de personas desaparecidas en periódicos de Nueva York buscando información sobre Diedrich Knickerbocker, un historiador holandés que supuestamente había desaparecido de su hotel en Nueva York. Como parte de esta artimaña de marketing de guerrilla, colocó un aviso del propietario del hotel informando a los lectores que si el Sr. Knickerbocker no regresaba al hotel para pagar la factura, publicaría un manuscrito que Knickerbocker había dejado.
Lectores desprevenidos siguieron con interés la historia de Knickerbocker y su manuscrito, y algunos funcionarios de Nueva York estaban lo suficientemente preocupados por el historiador desaparecido como para ofrecer una recompensa por su regreso sano y salvo. Luego, Irving publicó A History of New York el 6 de diciembre de 1809, bajo el seudónimo de Knickerbocker, con un éxito crítico y popular inmediato. "Me conquistó el público", comentó Irving, "y me dio fama, ya que una obra original era algo notable y poco común en Estados Unidos". El nombre Diedrich Knickerbocker se convirtió en un apodo para los residentes de Manhattan en general y fue adoptado por el equipo de baloncesto New York Knickerbockers.

## Recepción
Los críticos contemporáneos del libro lo describieron como "un intento de aniquilar la historia de América".
El libro inspiró vagamente el musical Knickerbocker Holiday.
En 2005, la crítica Christine Wade describió el libro como una sátira y no como una novela moderna.
En la introducción a la edición de 2008, Elizabeth L. Bradley sostiene que la obra es una novela poco convencional; señala que los primeros lectores recordaron el Tristram Shandy de Sterne, y que "las innovaciones proto-posmodernas de la Historia" se asemejan a "las mismas cualidades inventivas de escritores estadounidenses posteriores como Nathaniel Hawthorne, Herman Melville, Thomas Pynchon y Don DeLillo".
En 2012, el crítico Jerome McGann dijo que, a pesar de que el libro es una sátira, también contiene contexto y hechos históricos útiles.

## Otras lecturas
- Bradley, Elizabeth L. (22 de enero de 2009). «Diedrich Knickerbocker's History of New York | The Leonard Lopate Show». WNYC (en inglés). The Leonard Lopate Show.